# Lech d'Inowrocław
Lech d'Inowrocław (en polonais Leszek inowrocławski), connu aussi sous le nom de Lech de Cujavie (Leszek kujawski), de la dynastie des Piasts, est né vers 1275, et est mort vers 1340.
Il est duc d’Inowrocław (1287-1314), duc de Gdańsk (en 1296), duc de Wyszogród (à partir de 1296), vassal de Venceslas II (à partir de 1300), vassal de la Pologne (à partir de 1312), duc d’une partie du duché d’Inowrocław (à partir de 1314). Il abdique en 1323/1324.
Lech d’Inowrocław est le fils aîné de Siemomysl d’Inowrocław et de Salomé, la fille de Sambor II de Tczew. Lorsque son père s’éteint en 1287, il est trop jeune pour régner. Sa mère et Ladislas le Bref assurent la régence. Il accède au pouvoir vers 1294. Il gouverne avec ses frères Przemysl et Casimir.
En 1296, il profite de la mort de Przemysl II de Grande Pologne pour tenter de s’emparer du duché de Gdańsk. Très vite, il doit abandonner Gdańsk à son oncle Ladislas le Bref. En échange, il reçoit la région de Wyszogród.  En 1300, il est contraint de rendre un hommage de vassalité à Venceslas II de Bohême. En 1303, il organise un coup d’État contre son oncle Siemovit de Dobrzyń et le remplace par son frère Przemysl. En se rendant en Hongrie pour rejoindre Ladislas le Bref en exil, il est arrêté par des hommes de Venceslas II et emprisonné en Bohême. Il n’est libéré qu’en 1312. Il devient le vassal de Ladislas le Bref. En 1314, deux ans après son retour de captivité, le duché paternel est divisé. En tant qu’aîné, il obtient la région d’Inowrocław. En 1323/1324, pour des motifs qui nous sont inconnus, il abdique, laissant tout le duché d’Inowrocław à son frère Przemysl. 
Jamais marié et sans enfant, Lech d’Inowrocław meurt vers 1340.